# روايات الكائن البشري
الكائن البشري، سلسلة من ثلاث روايات للخيال، كتبها سيمون غوييرير، مارك ميتشالوفسكي وجيمس جوس. تستند الروايات إلى المسلسل التلفزيوني البريطاني الكائن البشري، أنشأه توبي ويتهاوس.
هناك ثلاث روايات تتناول شخصيات سلسلة «أن تكون بشرًا بريطانيًا». الرواية الأولى هي «الطريق» التي كتبها سيمون جويرير. الرواية الثانية «المطاردون» كتبها مارك ميشالوسكي والرواية الأخيرة «الدم السيئ» كتبها جيمس جوس. كتب المؤلفون الثلاثة أيضًا روايات للمسلسل التلفزيوني البريطاني دكتور هو. 
نظرًا إلى أن خط القصة يستمر في جميع الكتب الثلاثة، يتوجب قراءة الكتب بالترتيب الصحيح، بدءًا من الطريق، يلي ذلك المطاردون وانتهاءً بالدم السيئ. تتبع روايات الكائن البشري قصة السلسلة الثانية من الكائن البشري. تركز على الحلقات 2x02 و 2x03. تكون آني غير مرئية وتغادر الحانة. تترك نينا جورج ومصاصي الدماء في بريستول بلا زعيم منذ رحيل هيريك. وهناك عدد قليل من الشخصيات من السلسلة الثانية المذكورة، مثل لوسي جاغات. قُتلت ابنة شخصية الرواية د.ديكلان ماكغو على يد مصاص دماء، في الوقت نفسه الذي قُتلت فيه زوجة وابنة الشخصية التلفزيونية قُتل كيمب. أجرى الدكتور ديكلان ماك جو اتصالات مع منظمة دينية والتي يمكن أن تكون منظمة كيمب للسينما.
نُشرت جميع الكتب في 4 فبراير 2010. بعد ذلك بعامين، في عام 2012 أُصدرت ثلاثة كتب صوتية بتنسيق mp3. قُرأت الكتب الصوتية التي كتبها لينورا كريشلو، راسيل توفي ولوسي جاسك. تلعب لينورا كريشلو دور الشخصية الرئيسية آني سوير في المسلسل التلفزيوني. ويصور راسل توفي الشخصية الرئيسية جورج ساندز في المسلسل التلفزيوني. لوسي جاسكل معروفة أيضًا لمحبي المسلسل التلفزيوني. تلعب الشخصية المتكررة سام دانسون. (أُصدر في أبريل 2013 الكتاب الصوتي (الطريق) على قرص صوتي مضغوط)). 

## الحبكة
مصاص الدماء ميتشل، المستذئب جورج والشبح آني هم رفقاء في السكن. يحاولون معاً أن يعيشوا حياة بشرية، وأن يتحكموا في غرائزهم. تريد ميتشل التوقف عن شرب الدم، ويحاول جورج أن يعيش حياة لا تتأثر بلعنة المستذئب وتُحبذ آني أن تكون مع شخص يمكنه فهمها والتحدث معها. لا يبدو هذا سهلاً، الجزء الخارق للطبيعة دائمًا ما يجد طريقة لإظهار نفسه. لذلك يحتاجون دائمًا إلى دعم بعضهم البعض في عيش حياتهم، والتعايش مع الشعور بالذنب الذي تسببه بعض الأعمال والتعامل مع «الأشباح» من ماضيهم.

## الطريق
تتعرض آني للتهديد من قبل الرجال بالعصي والحبال. وهم الشياطين الذين يريدون إجبار آني على الذهاب إلى الجانب الآخر، إلى المطهر. عندما تسمع آني ضجيجاً في غرفة المعيشة، بينما هي وحدها في المنزل، تعتقد أن الرجال الذين يحملون العصي والحبال قد عثروا عليها. ولكن عندما تذهب إلى غرفة المعيشة يظهر باب ويدخل الشبح جيما غرفة المعيشة من الباب. نظراً إلى أن جيما تحتاج إلى مكان تقيم فيه، يعرض عليها جورج وميتشل البقاء في المنزل. لا تُحبذ آني هذه الفكرة، ولكن يبدو أن جيما ليس لديها مكان تذهب إليه، لذلك لا تستطيع آني أن تقول لا. تشعر آني أن قوتها تتلاشى عندما تكون حول جيما. إِضافة إلى ذلك، ترى آني أن جيما خائفة من شيء ما. تتأكد آني أن جيما خائفة من الرجال ذوي العصي والحبال الذين يريدون آني أيضًا. تعتقد آني أن الرجال قد يلاحقون جيما وبعد ذلك قد يأخذونها أيضًا. هذا يجعلها أكثر خوفًا. وهي تدرك أن جيما لا تخبرها بكل شيء عن نفسها. في غضون ذلك، يواجه جورج وميتشل مشاكل مع المدير الجديد في مستشفى سانت جودز، الدكتور ديكلان ماكغو. بما أن الدكتور ديكلان ماكغو يعمل في المستشفى، يبقى الأعضاء خائفين من طردهم. يتحكم الدكتور ديكلان ماكغو في طريقة عملهم ويخبر الموظفين أن يخبروه إذا كان هناك خطأ ما. يريد ميتشل معرفة ما إذا كان د. ديكلان ماكجو إنسانًا أو كائنًا خارقًا آخر.

## المطاردون
يُريدان الزوجان المثليان كاز وجيل إنجاب طفل. يطلبون من جورج أن يكون الأب. في البداية أصيب جورج بالصدمة، لكنه بعد ذلك أعجب بالفكرة، ويحتاج إلى معرفة ما إذا كان الطفل سيعاني من نفس اللعنة التي يعاني منها وسيصبح مستذئبًا أم لا. وفي الوقت نفسه يلتقي ميتشل بالمريض ليو ويليس في المستشفى. يخبر ليو ميتشل أنه مصاب بالسرطان وبما أن ليو مهتم إلى حد كبير بالثمانينيات، ميتشل وليو يشتركان في شيء مشترك. يبدئان في قضاء الكثير من الوقت معًا.

## الدم الفاسد
تظهر صديقة آني القديمة دينيس أوالوران فجأة أمام باب آني. ترى أن آني لا تغادر المنزل كثيرًا وتريد تغيير ذلك. لذلك بدأت آني ودينيس بالخروج. حتى أنهم يريدون تنظيم حدث كبير، ليلة بينغو. بما أن كل شيء مخطط جيدًا، إلا أن ميتشل وجورج يشعران بأن شيئًا ما قد يحدث بشكل خاطئ ويتساءلون أيضًا عن سبب ظهور رئيسهم الدكتور ديكلان ماكجو في الحفلة.